# William Gascoigne
William Gascoigne (Middleton, 1612 – Marston Moor, 1644) è stato un astronomo inglese.
Per primo costruì un cannocchiale con micrometro incorporato.